# Tredje puniska kriget
Tredje puniska kriget utkämpades mellan Karthago och Romerska republiken 149–146 f.Kr och var det sista av de puniska krigen. Kriget slutade med att staden Karthago förstördes av den romerske fältherren Publius Scipio Aemilianus.

## Bakgrund
Efter andra puniska kriget fick Hannibal efter 15 år återvända från Italien och år 201 f.Kr. blev det en smått ovillig "fred" för karthagerna. Därefter återhämtade sig Karthago och började återigen blomstra som handelsstation. Köpmännen i Rom oroades över de kartagiska affärsmännens välmående tillvaro. I den romerska senaten förde därför Cato den äldre en kampanj mot Karthago. Varje tal avslutade han med orden "för övrigt anser jag att Kartago bör förstöras". 
Den numidiske kungen Masinissa omslöt det karthagiska området genom att han besatte handelsplatserna i söder om Lilla Syrten, och romarna förklarade honom berättigad till detta år 161 f.Kr. Längre fram framställde han anspråk på de stora slätterna vid Bagradas och de femtio städernas område på båda sidor om floden Tusca. Ännu en gång blev romarna kallade till skiljedomare. Långa diplomatiska förhandlingar vidtog och slutade med krig. Cato anklagade karthagerna för fördragsbrott och de gamla fördragen med Karthago togs fram. Slutligen förlorade karthagerna tålamodet. De utvisade Masinissas vänner, och när Masinissa angrep karthagerna försvarade de sig. Hannibals fred hade dock förbjudit dem att föra krig utan Roms tillåtelse. Därför beslutade man i Rom år 150 f.Kr. om en krigsförklaring mot Karthago.

## Förlopp
När de romerska konsulerna steg i land i Afrika krävde de att karthagerna skulle riva ned sin stad och slå sig ned på en annan plats 15 kilometer från havet. När karthagerna vägrade inleddes kriget, och karthagerna försvarade sig inledningsvis med förtvivlans mod. Inte heller under det följande året hade romarna nämnvärd framgång. Då beslutade man att välja Scipio Aemilianus till konsul för år 147 f.Kr. och ställa honom i spetsen för kriget.
Karthago belägrades under åren 147 och 146 f.Kr. Till slut förstördes staden och alla karthagerna fördrevs eller blev satta i slaveri. Enligt myten brändes staden och man plöjde upp marken samt beströdde den med salt, för att inget mer någonsin skulle kunna växa där. Dessa teorier har dock avfärdats under senare tid, bland annat av Adrian Goldsworthy i dennes bok "Puniska krigen". Där står att läsa att romarna till och med skapade en bosättning på samma plats som Karthago ligger. Staden hade dock inget mer än namnet gemensamt med den dåtida världsstad som Karthago var.
Varken Cato eller Masinissa fick uppleva stadens fall. Cato dog redan år 149 f.Kr. och Masinissa året därefter.